# Germania (ópera)
Germania es un dramma lírico operístico en un prólogo y dos actos, un intermezzo y un epílogo con música de Alberto Franchetti y libreto en italiano de Luigi Illica. Se estrenó el 11 de marzo de 1902 en el Teatro alla Scala de Milán.
Illica, conocido por haber escrito algunas de las óperas más conocidas de Giacomo Puccini, en origen dio el libreto de Tosca a Franchetti después de que este último hubiera obtenido los derechos de la obra de Victorien Sardou en la que se basaba. Sin embargo, después de que Puccini expresara su interés por él, Franchetti entregó sus derechos, e Illica dio al compositor Germania en lugar de ello. El compositor y el libretista, que eran amigos desde hacía años, había colaborado previamente en la ópera Cristoforo Colombo (1892).
Es una ópera poco representada en la actualidad; en las estadísticas de Operabase aparece con sólo dos representaciones en el período 2005-2010, siendo la primera de Alberto Franchetti.

## Personajes
| Personaje                     | Tesitura     | Reparto del estreno 11 de marzo de 1902 (Director: Arturo Toscanini ) |
| ----------------------------- | ------------ | --------------------------------------------------------------------- |
| Carlo Teodoro Körner          | tenor        | Oreste Lombardi                                                       |
| Carlo Worms                   | barítono     | Mario Sammarco                                                        |
| Crisogono                     | barítono     | Michele Wigley                                                        |
| Federico Loewe                | tenor        | Enrico Caruso                                                         |
| Giovanni Filippo Palm         | bajo         | Oreste Gennari                                                        |
| Jefe de la policía alemana    | bajo         | Arcangelo Rossi                                                       |
| Jane                          | mezzosoprano | Jane Bathori                                                          |
| Jebbel                        | soprano      | Bice Silvestri                                                        |
| Hedvige                       | mezzosoprano | Adele Ponzano                                                         |
| Lene Armuth                   | mezzosoprano | Teresa Ferraris                                                       |
| Luigi Adolfo Guglielmo Lützow | bajo         | Carlo Ragni                                                           |
| Peters                        | bajo         | Ettore Gennari                                                        |
| Ricke                         | soprano      | Amelia Pinto                                                          |
| Stapps                        | bajo         | Giovanni Gravina                                                      |
| Un muchacho joven             | contralto    | E. d'Alessandro                                                       |
| Una mujer                     | contralto    | Bruna Properzi                                                        |